# Acide 13-phényltridécanoïque
L'acide 13-phényltridécanoïque, ou acide ω-phényltridécanoïque, est un acide gras insaturé à 19 atomes de carbone dont la chaîne carbonée se termine par un groupe phényle. Il est présent notamment dans l'huile de graines d'Araceae telles que Dracunculus vulgaris,.